# Iura novit curia
Iura novit curia és un aforisme llatí que significa literalment “el jutge coneix el dret” utilitzat en dret per referir-se al principi de dret processal pel qual el jutge coneix el dret aplicable i, per tant, no cal que les parts provin en un litigi el que diuen les normes. Aquest principi serveix perquè les parts es limitin a provar els fets però no pas els fonaments de dret aplicables. El jutge ha de sotmetre's al provat quant als fets però pot emparar-se en aquest principi per aplicar un dret diferent de l'invocat per les parts a l'hora d'argumentar la causa.